# Maison Les Mouettes
Ne doit pas être confondu avec Villa Les Mouettes.
La maison Les Mouettes  (en néerlandais : Woning ou Huis Les Mouettes) est un immeuble réalisé par l'architecte Jacques De Weerdt en 1905 dans le style Art nouveau à Anvers en Belgique (région flamande).

## Histoire
La maison a été construite pour Albert Goor, rentier. Elle est classée et reprise sur la liste des monuments historiques de Berchem depuis le 11 avril 1984. Jacques De Weerdt construira l'année suivante la maison Talkowski très ressemblante au no 30 de Transvaalstraat, une rue voisine.

## Situation
Cette maison se situe au no 39 de Waterloostraat, une artère résidentielle du quartier de Zurenborg à Berchem au sud-est d'Anvers comptant de nombreuses autres réalisations de style Art nouveau comme la maison La Bataille de Waterloo (Huis De Slag van Waterloo) au no 11, la Maison Napoléon au no 30 ou la maison Verheyen au no 27

## Description

### Façade
La maison compte trois niveaux (deux étages). Elle est bâtie par l'architecte Jacques De Weerdt dans le style Art nouveau floral cher à Victor Horta. La façade est bâtie en pierre blanche avec soubassement en pierre bleue. Cette pierre blanche est constamment sculptée, faisant apparaître çà et là deux mouettes stylisées (au rez-de-chaussée), des lignes courbes, des ornements végétaux ou des poissons comme en prolongements des ferronneries des balcons.
La façade marque une avancée concave au niveau du premier étage où se trouve une baie ouverte reposant sur deux consoles en pierre blanche sculptée. Cette baie ouverte est précédée d'un balcon en fer forgé aux lignes courbes traversé par deux colonnes en fonte qui vont soutenir un auvent en verres jaunes opaques et le balcon du niveau supérieur. Le nom de la maison LES MOUETTES, en français, apparaît au-dessus de cette baie ouverte.

### Mosaïque
Le second étage pourvu aussi d'une baie ouverte et d'un balcon est surmonté par une mosaïque placée au tympan de cette baie. Cette mosaïque représente un paysage de pièce d'eau au soleil levant (ou couchant) faisant figurer des mouettes, des rochers et des roseaux. Elle a été rénovée en 1989.

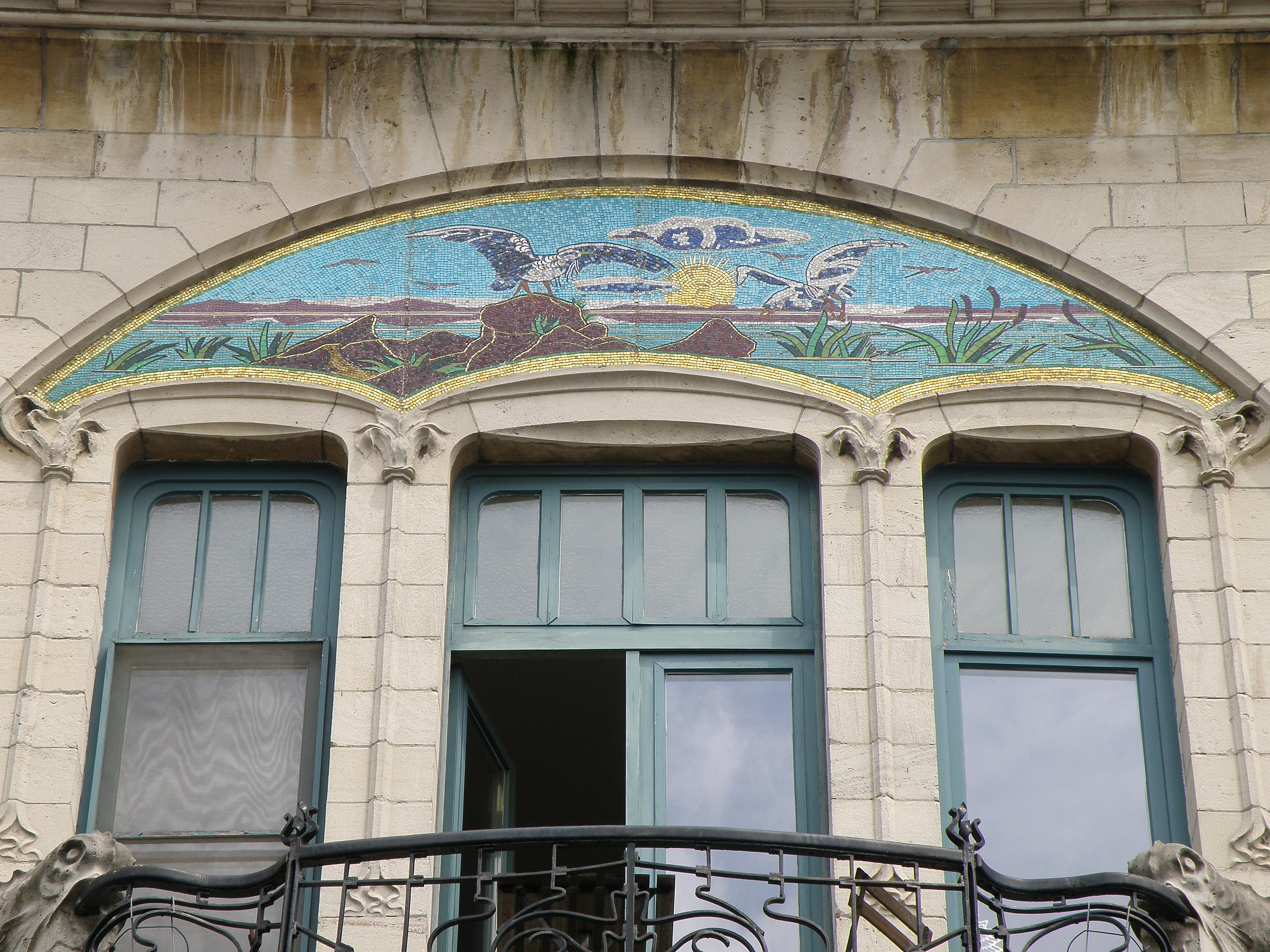
Maison Les Mouettes, balcon et mosaïque.

## Source
- (nl) https://inventaris.onroerenderfgoed.be/erfgoedobjecten/11148